# KMGU

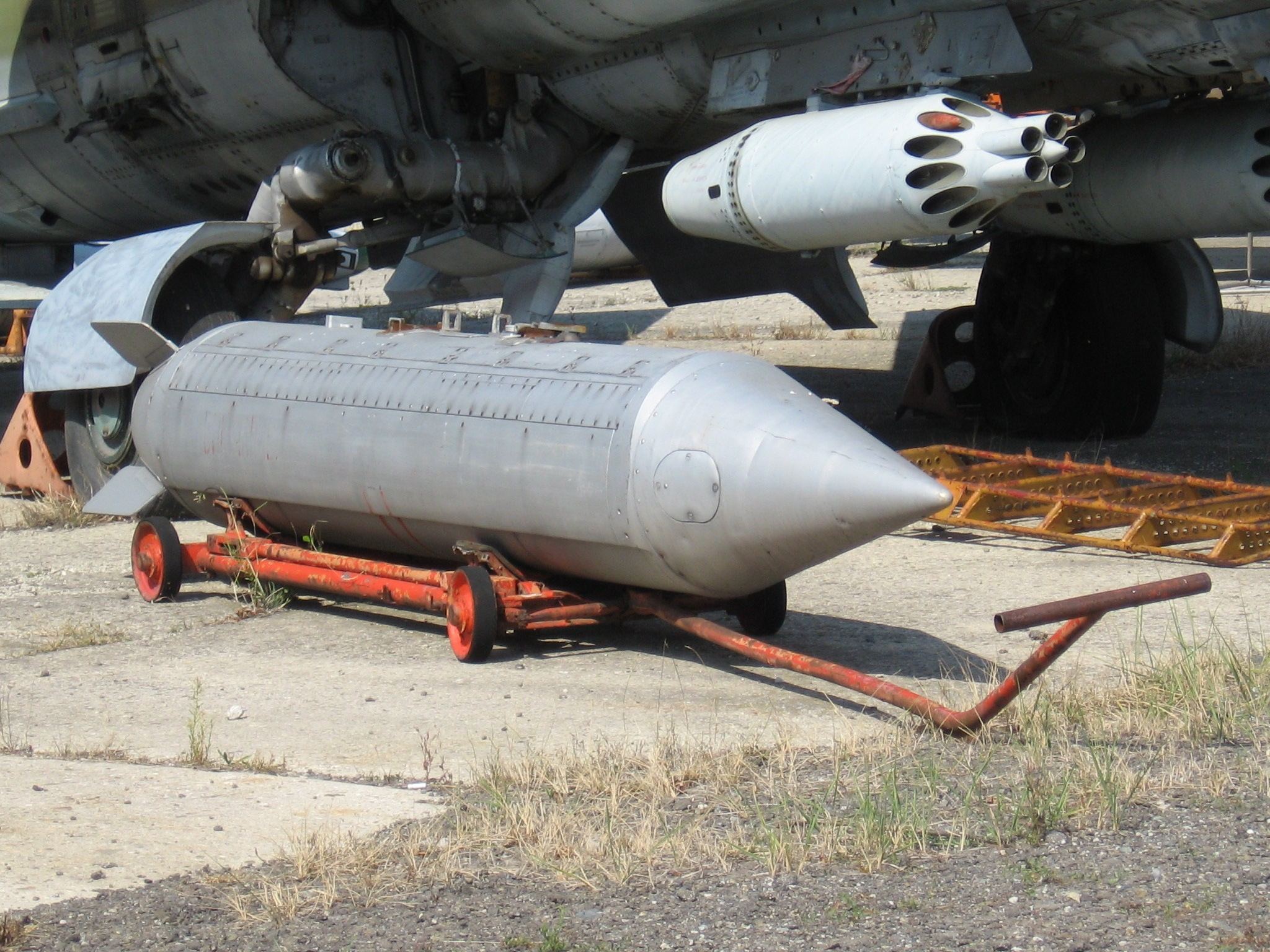
KMGU sob um MiG-23 da Força Aérea Tcheca

KMGU (russo: Контейнер малогабаритных грузов унифицированный, Container Unificado para Cargas Pequenas) é um distribuidor soviético de munições semelhante ao JP233 britânico e o  MW-1 alemão. Ela pode ser usada pela maioria das aeronaves de ataque soviéticas e russas, incluindo o MiG-23, MiG-27, MiG-29, Su-22, Su-24, Su-25, Su-27, Su-30 e o Su-34; assim como helicópteros de ataque Mi-24, Ka-50 e Ka-52. A fuselagem cilíndrica de alumínio está dividida em 8 seções, cada uma tem a sua própria porta aberta pneumaticamente. Ela pode ser preenchida com:
- 96 (8×12)  minas AO-2,5 RT de 2,5 kg de alto explosivo
- 96 (8×12) minas antitanque PTM-1
- 156 minas GFP-1S

KMGU-2 é uma versão avançada do sistema. A Convenção da ONU de Armas Convencionais restringe o uso de tais sistemas de armas.